# Haworthia pumila
Haworthia  pumila es una especie de planta suculenta perteneciente a la familia Xanthorrhoeaceae. Es originaria de Sudáfrica.

## Descripción
Es una planta suculenta perennifolia que alcanza un tamaño de 4 a 45 cm de altura. Se encuentra a una altitud de 500 metros en Sudáfrica. Tiene un tallo con hojas  múltiples, ascendentes, ovado-lanceoladas, acuminadas, de  color verde glauco, el haz convexo y redondead el envés,  decoradas por ambas caras con tubérculos dispersos. La inflorescencia ramificada dispuesta en forma de racimos de 6-9 cm de largo, con pedicelos cortos, con brácteas diminutas, deltoides.

## Taxonomía
Haworthia  pumila fue descrita por  (Linneo) Duval y publicado en  Pl. Succ. Horto Alencon. 7, en el año 1809.
Sinonimia
| - Aloe arachnoides var. pumila (L.) Aiton - Aloe granata Salm-Dyck - Aloe margaritifera (L.) Burm.f. - Aloe margaritifera var. maxima Haw. - Aloe papillosa Salm-Dyck - Aloe pumila L. - Aloe pumila var. margaritifera L. - Aloe semiglabrata (Haw.) Schult. & Schult.f. - Aloe semimargaritifera Salm-Dyck - Aloe semimargaritifera var. maxima (Haw.) Salm-Dyck - Aloe semimargaritifera var. minor Salm-Dyck - Aloe semimargaritifera var. multipapillosa Salm-Dyck - Aloe subalbicans Salm-Dyck - Aloe subalbicans var. acuminata Salm-Dyck - Aloe subalbicans var. laevior Salm-Dyck - Apicra margaritifera (L.) Willd. | - Catevala margaritifera (L.) Kuntze - Catevala semiglabrata (Haw.) Kuntze - Haworthia corallina Baker - Haworthia margaritifera (L.) Haw. - Haworthia margaritifera var. laevior (Salm-Dyck) Uitewaal - Haworthia margaritifera var. semimargaritifera (Salm-Dyck) Baker - Haworthia margaritifera var. subalbicans (Salm-Dyck) A.Berger - Haworthia maxima (Haw.) Duval - Haworthia semiglabrata Haw. - Haworthia semimargaritifera (Salm-Dyck) Haw. - Haworthia semimargaritifera var. major (Salm-Dyck) Haw. - Haworthia semimargaritifera var. maxima (Haw.) Haw. - Haworthia semimargaritifera var. multiperla Haw. - Tulista margaritifera (L.) Raf. |